# Norra Visby
Norra Visby ist ein Ort (schwedisch tätort) auf der schwedischen Insel Gotland in der Kirchengemeinde (schwedisch församling) des Doms zu Visby auf der schwedischen Insel Gotland.  Vor 2010 wurde der Ort als småort eingeordnet und trug den Namen Gustavsvik och Annelund.

## Lage
Der Ort liegt an der Westküste Gotlands etwa 3 km nördlich von Visby und westlich vom Flughafen Visby.  Zwischen Visby und Norra Visby liegt das 
Naturreservat Galgberget.

## Bevölkerungsentwicklung
Norra Visby/Gustavsvik och Annelund
| Jahr | Fläche | Einwohner |
| 1990 | 69     | 132       |
| 1995 | 73     | 111       |
| 2000 | 73     | 110       |
| 2005 | 83     | 205       |
| 2010 | 88     | 453       |
| 2015 | 143    | 551       |

Neu seit 2010 als Tätort gezählt, vorher wegen des hohen Anteils an Freizeitbebauung als småort betrachtet.